# 克拉拉·厄斯金·克萊門特
克拉拉·厄斯金·克萊門特·華特斯（英語： Clara Erskine Clement Waters，1834年8月28日—1916年2月29日）是一位美國作家和旅人。

## 人物簡介
克拉拉·厄斯金·克萊門特在1834年8月28日出生於密蘇里州聖路易斯，她是約翰·厄斯金（John Erskine）和海麗葉特·貝西亞·厄斯金（Harriet Bethiah Erskine），舊姓：哥德弗雷（Godfrey）的女兒。她父親是一位商人。她在家裡接受私人家庭教師的指導和教育。在1952年，她嫁給第一任做商人的丈夫詹姆斯·海森·克萊門特（James Hazen Clement）。他們搬到牛頓。然後她在第一任丈夫過世後，在1882年，她嫁給第二任擔任作家和經營波士頓每日廣告的丈夫愛德溫·福布斯·華特斯（Edwin Forbes Waters）。他們居住在劍橋。
在1868年，她廣泛的遊歷歐洲，拜訪巴勒斯坦和土耳其，在1883年/1884年時她周遊世界。在之後的生活裡她繼續著旅行生活。1916年2月29日死於麻薩諸塞州布魯克萊恩。

## 著作
- 1869年《東方簡易所聞》【她第一本著作，私人印製】（Simple Story of the Orient）【her first work, printed privately】
- 1871年《傳說與神話藝術》【波士頓】（Legendary and Mythological Art）【Boston】
- 1874年《畫家，雕塑家，建築師，雕刻和他們的作品》【1892年第9版】（Painters, Sculptors, Architects, Engravers, and their Works[1]）【9th ed., 1892】
- 1879年《19世紀的藝術家和他們的作品》【與羅倫斯·赫頓】（Artists of the Nineteenth Century and their Works）【with Laurence Hutton】
- 1881年《愛蓮娜·梅特蘭》【小說】（Eleanor Maitland）【a novel】
- 1882年《夏綠蒂·庫許曼的生活》（Life of Charlotte Cushman）
- 《埃及歷史》（History of Egypt）
- 1883年-1886年《手工書籍，繪畫，雕塑，建築》【3本】（Hand-Books of Painting, Sculpture, and Architecture）【3 vols】
- 1886年《基督符號和聖徒故事》（Christian Symbols and Stories of the Saints）
- 1886年《藝術和藝術家的故事》（Stories of Art and Artists）
- 1903年《在歐洲與美國的女藝術家》（Women Artists in Europe and America）
- 1906年《婦女的美術》（Women in the Fine Arts）

她還翻譯了1本《凱南的演講》（Kenan's lectures）和亨利·葛雷維爾（Henri Gréville）的小說《杜西亞的女兒》（Dosia's Daughter）和翻譯卡爾·馮·盧佐夫（Carl von Lützow）的《義大利藝術珍寶》（Treasures of Italian Art）。

## 外部連結
- . Princeton University Library:  Manuscripts Division.   [8 April 2012].